# William Rolle
Pour les articles homonymes, voir Rolle.
Rolle William Stevens né le 14 octobre 1985 à Sarcelles en Île-de-France, est un karatéka de l'AASS karaté Sarcelles, ancien membre de l'équipe de France de karaté en -67 kg de 2003 à 2014. 
Athlète le plus talentueux de sa génération il remporte une médaille d'or aux championnats du monde de karaté à Brême en novembre 2014. 
Avant d'atteindre le sommet il a remporté deux médailles mondiales de bronze en 2008 et en 2012, 7 médailles européennes dont deux titre de champion d'Europe en 2012 puis en 2013. 
En France il remporte une dizaine de fois le titre national de champion de France en individuel et par équipe. Après son titre mondial en 2014 il s'éloigne des tatamis pour se consacrer à sa vie de famille et sa profession de kinésithérapeute spécialiste en sport. 
Après quatre années de retraite, en octobre 2018 le karatéka se fait plaisir en décrochant une médaille d'or à l'open international d'Adidas en - 75 kg. cette médaille lui vaut une sélection avec le Cameroun pour les championnats du monde de Madrid en novembre 2018 trois semaines après. Ce dernier termine septième de sa catégorie (en -67 kg). 
Ce classement le relance sur la scène internationale et peut-être pour les jeux olympiques de Tokyo 2020.

## Résultats

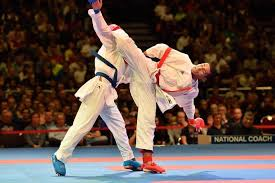
Finale des championnats du monde 2014

| Résultat                            | Date             | Épreuve                   | Catégorie | Compétition                                  | Ville hôte                         |
| ----------------------------------- | ---------------- | ------------------------- | --------- | -------------------------------------------- | ---------------------------------- |
| Médaille de bronze                  | Février 2003     | Kumite individuel - 60 kg | Cadets    | Championnats d'Europe juniors et cadets 2003 | Wrocław, en Pologne                |
| Médaille d'argent                   | Février 2005     | Kumite individuel - 60 kg | Juniors   | Championnats d'Europe juniors et cadets 2005 | Thessalonique, en Grèce            |
| Médaille d'argent                   | Février 2006     | Kumite individuel - 60 kg | Juniors   | Championnats d'Europe juniors et cadets 2006 | Podgorica, en Serbie-et-Monténégro |
| Médaille de bronze                  | Mai 2006         | Kumite individuel - 60 kg | Seniors   | Championnats d'Europe 2006                   | Stavanger, en Norvège              |
| Médaille d'argent                   | 3 mai 2008       | Kumite individuel - 65 kg | Seniors   | Championnats d'Europe 2008                   | Tallinn, en Estonie                |
| Médaille de bronze[réf. nécessaire] | 2008             | Kumite par équipe         | Seniors   | Championnats du monde universitaires 2008    | Wrocław, en Pologne                |
| Médaille de bronze                  | 15 novembre 2008 | Kumite individuel - 65 kg | Seniors   | Championnats du monde 2008                   | Tōkyō, au Japon                    |
| Médaille de bronze                  | Mai 2009         | Kumite individuel - 67 kg | Seniors   | Championnats d'Europe 2009                   | Zagreb, en Croatie                 |
| Médaille de bronze                  | Mai 2010         | Kumite individuel - 67 kg | Seniors   | Championnats d'Europe 2010                   | Athènes, en Grèce                  |
| Médaille de bronze                  | Mai 2011         | Kumite individuel - 67 kg | Seniors   | Championnats d'Europe 2011                   | Zurich, en Suisse                  |
| Médaille d'or                       | Mai 2012         | Kumite individuel - 67 kg | Seniors   | Championnats d'Europe 2012                   | Tenerife, en Espagne               |
| Médaille de bronze                  | Novembre 2012    | Kumite individuel - 67 kg | Seniors   | Championnats du monde 2012                   | Paris, en France                   |
| Médaille d'or                       | Mai 2013         | Kumite individuel - 67 kg | Seniors   | Championnats d'Europe 2013                   | Budapest, en Hongrie               |
| Médaille d'or                       | Novembre 2014    | Kumite individuel - 67 kg | Seniors   | Championnats du monde 2014                   | Brême, en Allemagne                |